# قرصعنة إسفينية الأوراق
قرصعنة إسفينية الأوراق (الاسم العلمي:Eryngium cuneifolium) هي نوع من النباتات تتبع جنس القرصعنة من الفصيلة الخيمية.